# Liste der Monuments historiques in Saint-André-de-Cubzac
Die Liste der Monuments historiques in Saint-André-de-Cubzac führt die Monuments historiques in der französischen Gemeinde Saint-André-de-Cubzac auf.

## Liste der Bauwerke
| Bezeichnung     | Beschreibung                  | Standort | Kennzeichnung | Schutzstatus | Datum | Bild           |
| --------------- | ----------------------------- | -------- | ------------- | ------------ | ----- | -------------- |
| Schloss Bouilh  | Erbaut 1787/88                | (Lage)   | PA00083711    | Classé       | 1943  | weitere Bilder |
| Kirche St-André | Erbaut im 12./13. Jahrhundert | (Lage)   | PA00083712    | Inscrit      | 1925  | weitere Bilder |

## Liste der Objekte
| Bezeichnung                                    | Beschreibung                                | Standort                      | Kennzeichnung | Schutzstatus | Datum | Bild |
| ---------------------------------------------- | ------------------------------------------- | ----------------------------- | ------------- | ------------ | ----- | ---- |
| Ölgemälde Tod des heiligen Ludwig              | 17. Jahrhundert                             | in der Kirche St-André (Lage) | PM33002520    | Inscrit      | 2007  |      |
| Ölgemälde Himmelfahrt Mariens                  | 18. Jahrhundert                             | in der Kirche St-André (Lage) | PM33002519    | Inscrit      | 2007  |      |
| Skulptur Madonna mit Kind                      | Holz, bemalt und vergoldet, 18. Jahrhundert | in der Kirche St-André (Lage) | PM33002522    | Inscrit      | 2007  |      |
| Reliquiar                                      | Holz, vergoldet, 19. Jahrhundert            | in der Kirche St-André (Lage) | PM33002436    | Inscrit      | 2010  |      |
| Skulpturengruppe Pietà                         | Alabaster, 16. Jahrhundert                  | in der Kirche St-André (Lage) | PM33000660    | Classé       | 1971  |      |
| Skulptur Madonna mit Kind                      | Holz, bemalt und vergoldet, 16. Jahrhundert | in der Kirche St-André (Lage) | PM33002523    | Inscrit      | 2007  |      |
| Zwei Reliquiare                                | Holz, vergoldet, 19. Jahrhundert            | in der Kirche St-André (Lage) | PM33002434    | Inscrit      | 2010  |      |
| Ölgemälde Apostel Andreas                      | 17. Jahrhundert                             | in der Kirche St-André (Lage) | PM33002518    | Inscrit      | 2007  |      |
| Schiffsmodell                                  | Holz (?)                                    | in der Kirche St-André (Lage) | PM33001486    | Inscrit      | 1981  |      |
| Ölgemälde Chanoine Meynard                     | 1892                                        | in der Kirche St-André (Lage) | PM33002521    | Inscrit      | 2007  |      |
| Kreuzreliquiar                                 | Holz, vergoldet, 18. Jahrhundert            | in der Kirche St-André (Lage) | PM33002435    | Inscrit      | 2010  |      |
| Skulptur Jesus spricht zu den Schriftgelehrten | Gips, um 1900                               | in der Kirche St-André (Lage) | PM33002524    | Inscrit      | 2007  |      |
| Grab des Kanonikers A. Arnaudin                | Stein, 1885                                 | in der Kirche St-André (Lage) | PM33002525    | Inscrit      | 2007  |      |
| Skulptur des Kanonikers Peychaud               | Stein, Ende des 19. Jahrhunderts            | in der Kirche St-André (Lage) | PM33002526    | Inscrit      | 2007  |      |
| Skulptur des heiligen Franz von Assisi         | Keramik, bemalt, 19. Jahrhundert            | in der Kirche St-André (Lage) | PM33002527    | Inscrit      | 2007  |      |